# Rastane
Pour les articles homonymes, voir Aréthuse.
Rastane (arabe : الرستن) est une des plus grandes villes du Gouvernorat de Homs et est située à 20 km au nord de sa capitale, Homs, et à 22 km de Hama. Elle est au centre des zones peuplées de Syrie. Rastane a l'un des plus vieux barrages qui peut contenir 225 millions de mètres cubes d'eau de l'Oronte. Rastane est le site de l'ancienne Aréthuse (en grec ancien : Ἀρέθουσα ; en latin : Arethusa).

## Histoire

### Aréthuse
Strabon a mentionné Aréthuse  dans sa Géographie, comme « lieu très-fort » de Sampsigéram, que Pompée avait soumis à la République romaine, et de son fils Jamblique, « phylarques des Éméséniens » qui en 47 av. J.-C. s'étaient alliés à Quintus Caecilius Bassus contre Jules César.

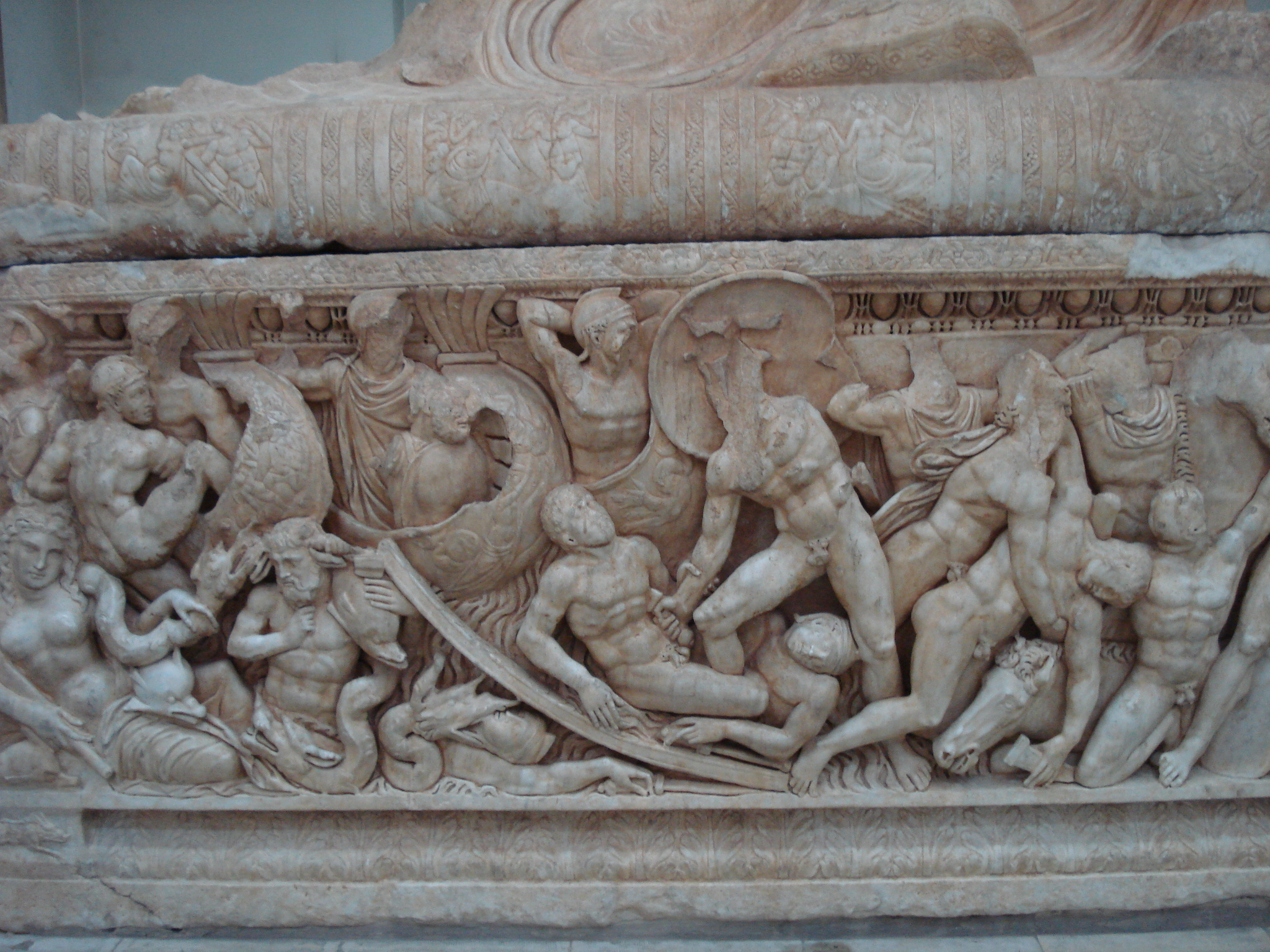
Sarcophage romain d'Aréthuse

À l'époque de l'empereur romain Constance II (337-361), son évêque — plus tard saint — Marc d'Aréthuse, détruisit un temple païen. Sous l'empereur Julien on lui ordonna de le rebâtir. Pour échapper à cela, il fuit de la ville, mais finalement y retourna pour éviter aux chrétiens de subir sa peine à sa place, et endura un traitement très cruel aux mains de la foule païenne (Sozomène, Historia Ecclesiastica, x, 10) en 362. On dit qu'il fut l'auteur du symbole de Sirmium (351) et est compté par Louis-Sébastien Le Nain de Tillemont parmi les Ariens par sa foi et son esprit factieux. Il fut radié du martyrologe romain pendant des années, mais la recherche menée par les Bollandistes le réhabilita et son nom fut rétabli dans les rôles ; son mémorial liturgique est le 29 mars.
Aréthuse est un siège titulaire catholique de l'ancienne province romaine de Syrie, près d'Apamée. Elle fut un siège titulaire épiscopal dans le rite romain et dans le rite syrien, mais est actuellement vacant dans les deux rites. Sa liste épiscopale (325-680) est donnée dans Gams (p. 436). Elle fut aussi un siège latin pour une brève période pendant les Croisades (1099–1100).

### Guerre civile
Au cours de la révolte syrienne, des combats se produisent entre rebelles et forces loyales au gouvernement de Bachar el-Assad, et la ville fait l'objet de féroces combats qui se terminent par la prise de la ville de la part des rebelles au début de l'année 2012.
La poche de Rastane, comprenant les villes de Rastane, Talbissé, Houla, et plusieurs villages environnants, sont encerclés pendant plusieurs années par l'armée syrienne. La zone est dominée par des groupes de l'Armée syrienne libre. Le 2 mai 2018, les rebelles de la poche de Rastane, acceptent un accord d'évacuation avec le régime et la Russie. Le 4 mai, les rebelles remettent leurs armes lourdes aux loyalistes. Un des groupes rebelles, Jaych al-Ezzah, annonce cependant dans un premier temps qu'il rejette l'accord. Les opérations d'évacuations débutent le 7 mai ; les rebelles et leurs familles sont conduits vers le nord de la Syrie avec des autocars escortés par des membres de la police militaire russe,,. Le dernier convoi quitte Rastane le 16 mai et la région repasse alors aux mains du régime syrien,. Selon l'OSDH, 34 500 rebelles et civils sont évacués vers le nord de la Syrie, tandis que 150 000 autres personnes choisissent de rester.